# Alltingsvalet i Island 2013
Alltingsvalet 2013 var ett parlamentsval som hölls på Island 27 april 2013. Valet resulterade i regerande partierna Samfylkingin och Vinstrihreyfingin förlorade i makten till förmån för Framsóknarflokkurinn som tillsammans med Sjálfstæðisflokkurinn kunde bilda majoritetsregering med Framsóknarflokkurinns partiledare Sigmundur Davíð Gunnlaugsson som Islands statsminister.
Två helt nya partier, Björt framtíð och Píratar, lyckades i detta valet ta sig in Alltinget.